# Pardosa vogelae
Pardosa vogelae este o specie de păianjeni din genul Pardosa, familia Lycosidae, descrisă de Kronestedt, 1993. Conform Catalogue of Life specia Pardosa vogelae nu are subspecii cunoscute.